# Guadalupe Gavillera
Guadalupe Gavillera är en ort i Mexiko.   Den ligger i kommunen San Bartolo Soyaltepec och delstaten Oaxaca, i den sydöstra delen av landet, 280 km sydost om huvudstaden Mexico City. Guadalupe Gavillera ligger 2 527 meter över havet och antalet invånare är 113.
Terrängen runt Guadalupe Gavillera är huvudsakligen lite kuperad. Guadalupe Gavillera ligger uppe på en höjd. Runt Guadalupe Gavillera är det glesbefolkat, med 9 invånare per kvadratkilometer. Närmaste större samhälle är Asunción Nochixtlán, 17,3 km söder om Guadalupe Gavillera. Trakten runt Guadalupe Gavillera består i huvudsak av gräsmarker.